# Anua anomala
Anua anomala är en fjärilsart som beskrevs av Emilio Berio 1955. Anua anomala ingår i släktet Anua och familjen nattflyn. Inga underarter finns listade i Catalogue of Life.